# 인터레일
인터레일은 원래 유럽의 청소년을 대상으로 하였던 유레일의 패스이다. 이 때문에 유레일패스와는 달리 유럽 연합 국가의 국적을 가진 사람들을 대상으로 발매되며 비유럽연합 국적의 사람들도 6개월 이상 유럽에 체류 할 경우에 구입할 수 있지만 여권이 필요하다.

## 대상 국가
유레일패스의 경우보다 더 많은 30개국에서 사용 가능하며, 각 인접국가들 별로 그룹화되어있다.
- A존: 영국·북아일랜드·아일랜드
- B존: 스웨덴·노르웨이·핀란드
- C존: 덴마크·독일·스위스·오스트리아
- D존: 폴란드·체코·슬로바키아·헝가리·크로아티아
- E존: 프랑스·벨기에·네덜란드·룩셈부르크
- F존: 에스파냐·포르투갈·모로코
- G존: 이탈리아·슬로베니아·그리스·터키
- H존: 불가리아·마케도니아·루마니아·세르비아·몬테네그로

## 같이 보기
- 유레일
- 유레일패스